# Doornschildpadden
Doornschildpadden (Cyclemys) zijn een geslacht van schildpadden uit de familie Geoemydidae. De groep werd voor het eerst wetenschappelijk beschreven door Thomas Bell in 1834. De wetenschappelijke naam Cyclemys betekent 'rond schild' en verwijst naar het relatief cirkelvormige schild in vergelijking met andere schildpadden.
De verschillende soorten hebben vooral aan de achterzijde van het schild tand-achtige punten aan de hoornplaten die naar achteren staan en het schild doen denken aan een blad. Hierdoor worden de soorten ook wel doornrand- of bladschildpadden genoemd, maar ook soorten uit andere geslachten hebben deze puntige schildrand of worden zo genoemd, bijvoorbeeld Geoemyda- soorten. Bij juveniele dieren is het schild erg plat, bij oudere dieren wordt het steeds boller.
De doornschildpadden komen voor in een groot deel van Azië, van India tot China en van Thailand tot Indonesië, per soort verschilt het verspreidingsgebied echter vrij sterk. De enige soort die op de Filipijnen voorkomt is de Maleisische doornschildpad (Cyclemys dentata).

## Taxonomie
Er zijn zeven verschillende soorten. De indeling van de doornschildpadden is vaak veranderd, zodat verschillende bronnen vaak een ander soortenaantal vermelden. De voormalige soort Cyclemys tcheponensis bijvoorbeeld behoorde lange tijd tot het geslacht Geoemyda en wordt tegenwoordig niet meer erkend als soort. De soorten Cyclemys enigmatica en Cyclemys fusca werden pas in 2009 voor het eerst wetenschappelijk beschreven.
Geslacht Cyclemys
- Soort Cyclemys atripons
- Soort Maleisische doornschildpad (Cyclemys dentata)
- Soort Cyclemys enigmatica
- Soort Cyclemys fusca
- Soort Cyclemys gemeli
- Soort Cyclemys oldhamii
- Soort Cyclemys pulchristriata